# Melanostomias macrophotus
Melanostomias macrophotus es una especie de pez de la familia Stomiidae en el orden de los Stomiiformes.

## Morfología
Los machos pueden llegar alcanzar los 23 cm de longitud total.

## Hábitat
Es un pez de mar y de aguas profundas que vive entre 530-945 m de profundidad.

## Distribución geográfica
Se encuentra desde la península ibérica hasta el Sahara Occidental, y, también, el Golfo de México, el Mar Caribe e Indonesia.